# ینس اسخورمانس
ینس اسخورمانس (انگلیسی: Jens Schuermans؛ زادهٔ ۱۳ فوریهٔ ۱۹۹۳ ‏(۳۲ سال)) دوچرخه‌سوار اهل بلژیک است.